# Maggi
Pour les articles homonymes, voir Maggi (homonymie).
Maggi est une entreprise suisse d'aide culinaire fondée par Julius Maggi en 1885 et qui fait partie du groupe Nestlé depuis 1947.
C'est également une marque commerciale sous laquelle sont vendus certains produits fabriqués par Nestlé, notamment les purées Mousline, des bouillons cube, des soupes, des assaisonnements et des condiments.

## Histoire

### Débuts de l'entreprise

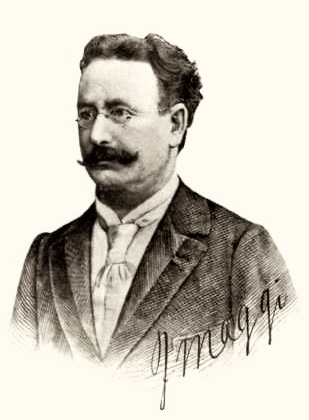
Julius Maggi

La marque Maggi voit le jour en 1885, sous l'impulsion de Julius Michael Johannes Maggi, entrepreneur suisse, qui construit, cette même année, sa première fabrique de produits Maggi, à Kemptthal afin de commercialiser des « farines de légumineuses » et des soupes. Le 11 juin 1885 commence la production de conserves. En novembre 1885, la société devient « Julius Maggi and company » d'un capital de 400 000 francs suisses.
Le condiment liquide Maggi est créé, en 1887. Fabriqué à partir de plusieurs herbes, ce liquide devient rapidement un succès, à tel point que le langage populaire renomme la livèche « herbe à Maggi » alors que, paradoxalement, cette herbe n'entre pas dans la composition du condiment.
Dès 1893, la fabrique acquiert un domaine agricole pour produire elle-même des légumes frais et d'autres produits naturels. Elle ouvre, entre 1887 et 1889, plusieurs succursales à Paris, Berlin, Singen, Vienne, Brégence et Londres, ainsi qu'une agence aux États-Unis. En 1897, Julius Maggi ouvre une unité de fabrication à Singen, en Allemagne.

### Société laitière Maggi

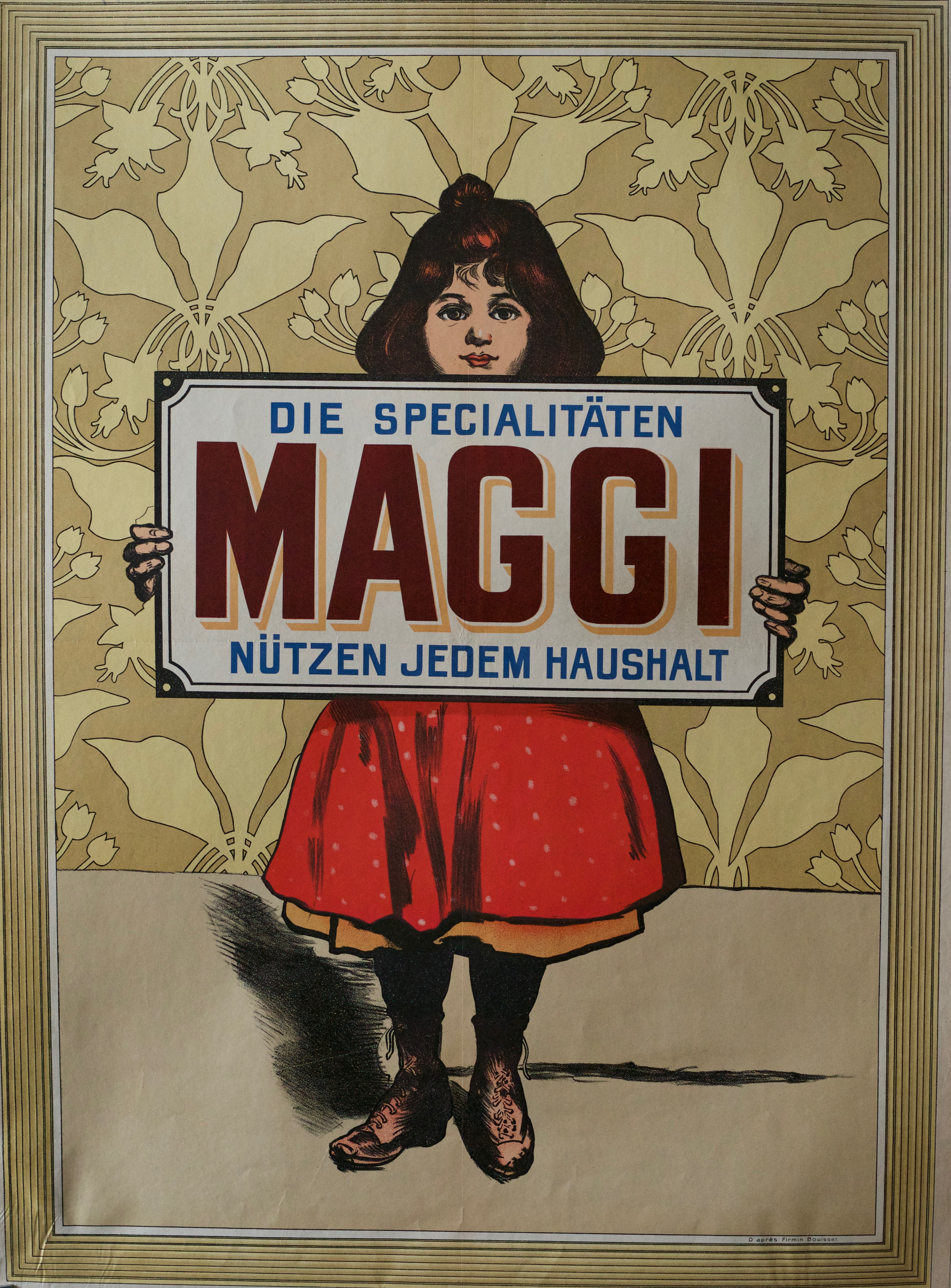
Publicité (1900)

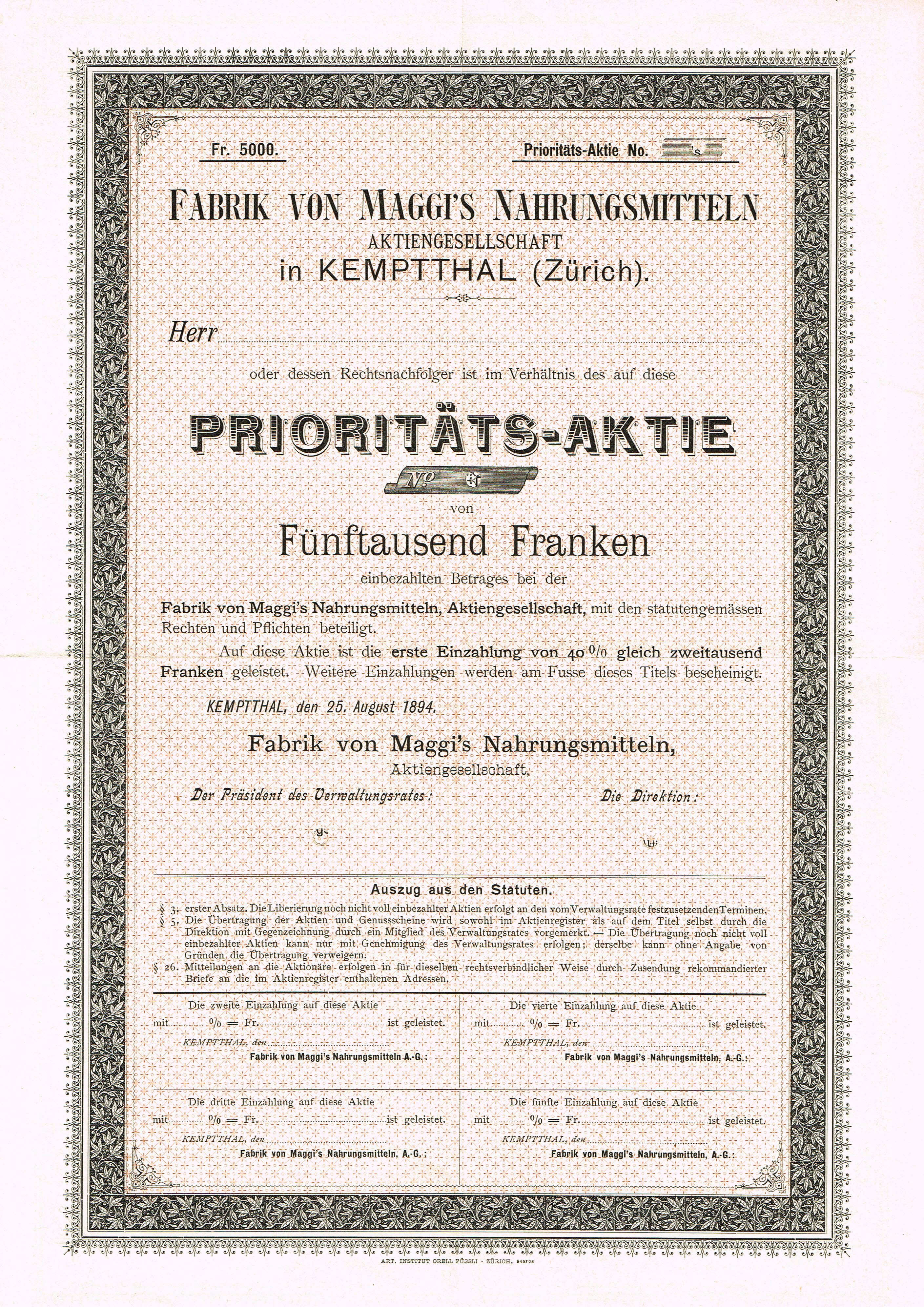
Action de la société Maggi émise le
25-8-1894, la plus ancienne connue.

Le 24 décembre 1902 est constitué, à Paris, la « Société laitière Maggi » comme filiale de la « Société des boissons hygiéniques », elle-même fondée en juin 1899, cette Société des boissons hygiéniques commercialisait des consommés à base de viande de bœuf et, surtout, sans alcool. En février 1903, une laiterie produisant du lait pasteurisé, premier centre de ramassage, est ouverte en France, à Saint-Omer-en-Chaussée, puis des dépôts-vente sont ouverts à Paris, on en compte 600 en 1911, et 600 millions de litres de lait sont vendus en 1912, avec le lait non vendu, il est fabriqué du beurre, du fromage et, en 1912, les premiers « yoghourts Maggi ».
En 1907, la compagnie commercialise des bouillons sous forme de cubes, appelés « KUB » par suite de l'interdiction du Tribunal de commerce d'utiliser la désignation « Cube ».

### Après la mort de son fondateur
À la mort de Julius Maggi, toutes les sociétés qu'il a créées, dont l'entreprise suisse initiale et la SLM (Société laitière Maggi), sont regroupées au sein de la holding Alimentana SA.
À l'instigation de Léon Daudet qui avait dénoncé dès 1912 l’espionnage soi-disant ourdi par « l’Allemand et son compère le Juif », au début de la Première Guerre mondiale en août 1914, le laboratoire et presque tous les 850 points de livraison de la Société laitière Maggi à Paris sont attaqués et détruits par une foule en colère. Partout en France, les plaques en métal émaillé « Maggi » et « KUB » sont dévissées, parce que Maggi est considéré comme une société allemande, qui ne sert que de couverture pour des activités d'espionnage contre la France et que les plaques émaillées servent de balisage pour guider l'avancée des troupes allemandes. La rumeur court que les produits Maggi, notamment laitiers, sont empoisonnés. Une autre rumeur dit que Julius Maggi (qui, en réalité, était mort depuis deux ans) aurait tenté de s'enfuir de France avec 40 millions de francs cachés dans des bidons de lait et aurait été arrêté. Il fallut attendre 1920 pour que la plainte déposée en 1913 aboutît à la condamnation des diffamateurs,.
En 1930, une usine de fabrication de bouillons KUB ouvre au Blanc-Mesnil.
Pendant la Seconde Guerre mondiale, les nazis envoient à la filiale de Maggi dans le Sud de l'Allemagne de jeunes Ostarbeiter (travailleurs de l'Est) d'Ukraine, qu'ils considèrent comme des sous-hommes.

### Fusion avec Nestlé
Alimentana SA fusionne en 1947 avec le groupe Nestlé, sous le nom de Nestlé-Alimentana S.A.
En 2015, le gouvernement régional indien de l'Uttar Pradesh poursuit en justice la branche indienne de Nestlé en raison de plomb dans ses nouilles instantanées vendues sous sa marque Maggi. Nestlé dément.
En 2022, la marque de purée Mousline est cédée à FNB.

### Musée Maggi
Maggi dispose d'un musée, appelé « Gütterli-Hüsli » dans l'enceinte de l'usine de Singen en Allemagne.

### Galerie

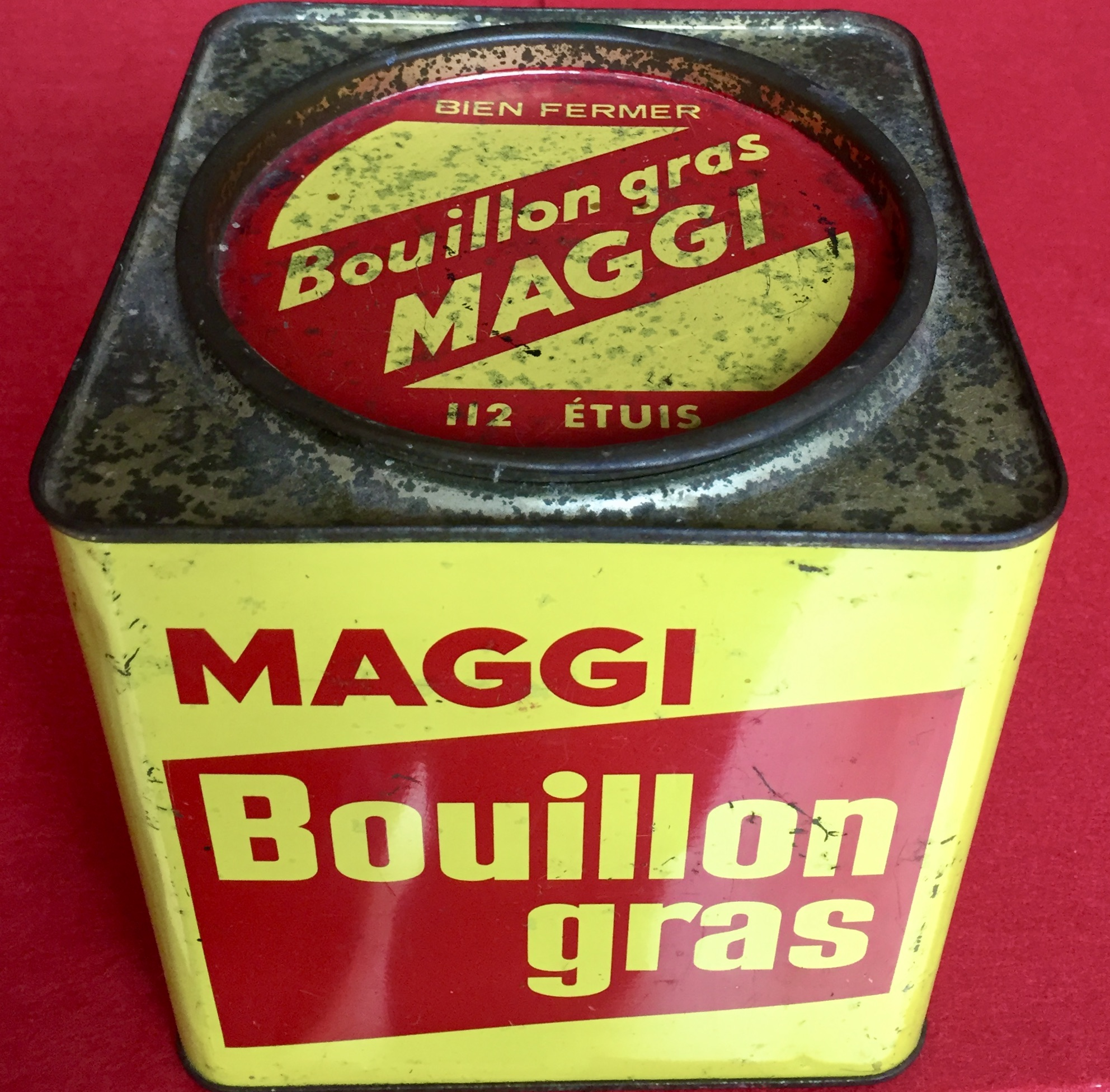
Bouillon gras Maggi.
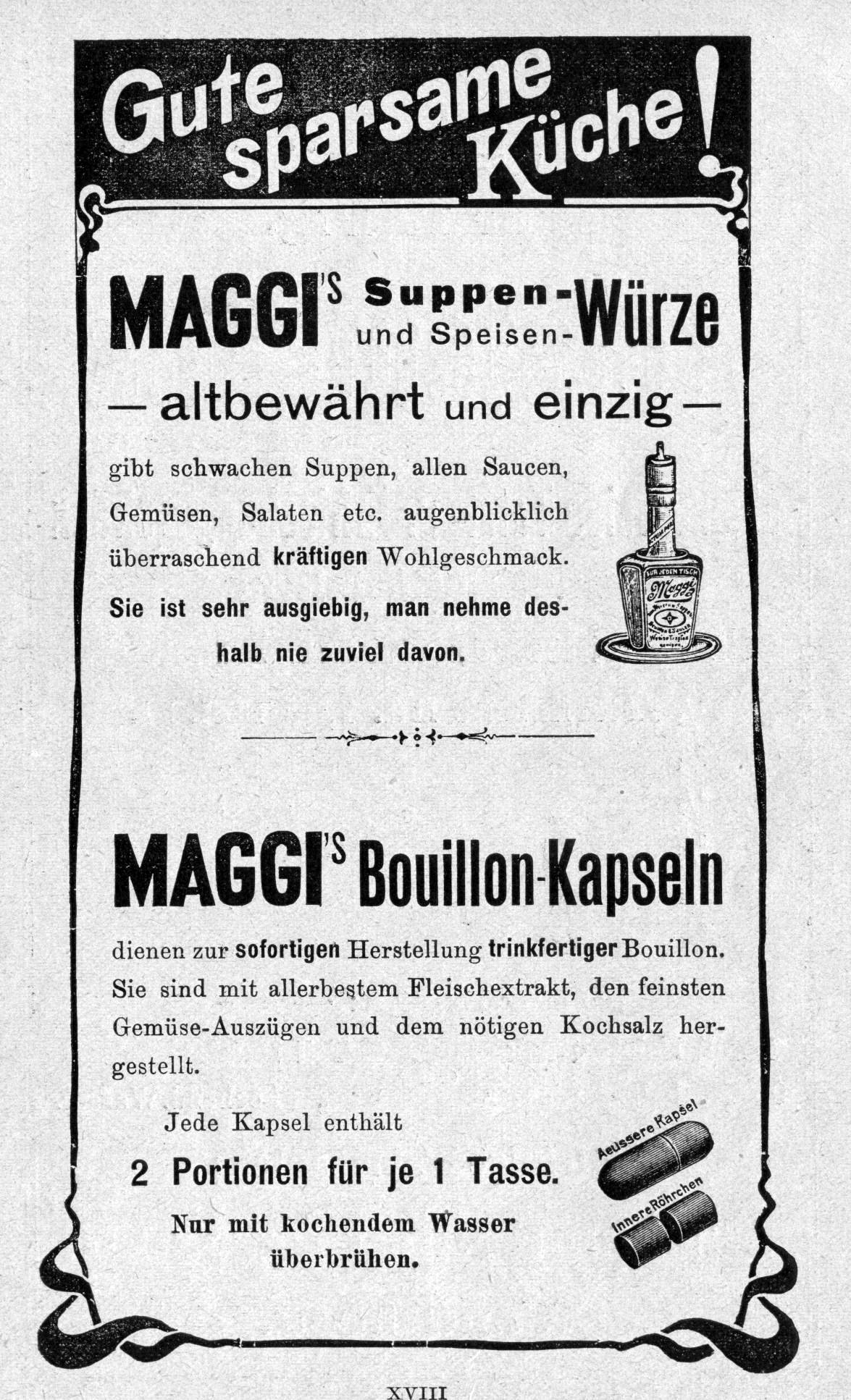
Publicité pour Maggi de 1903.
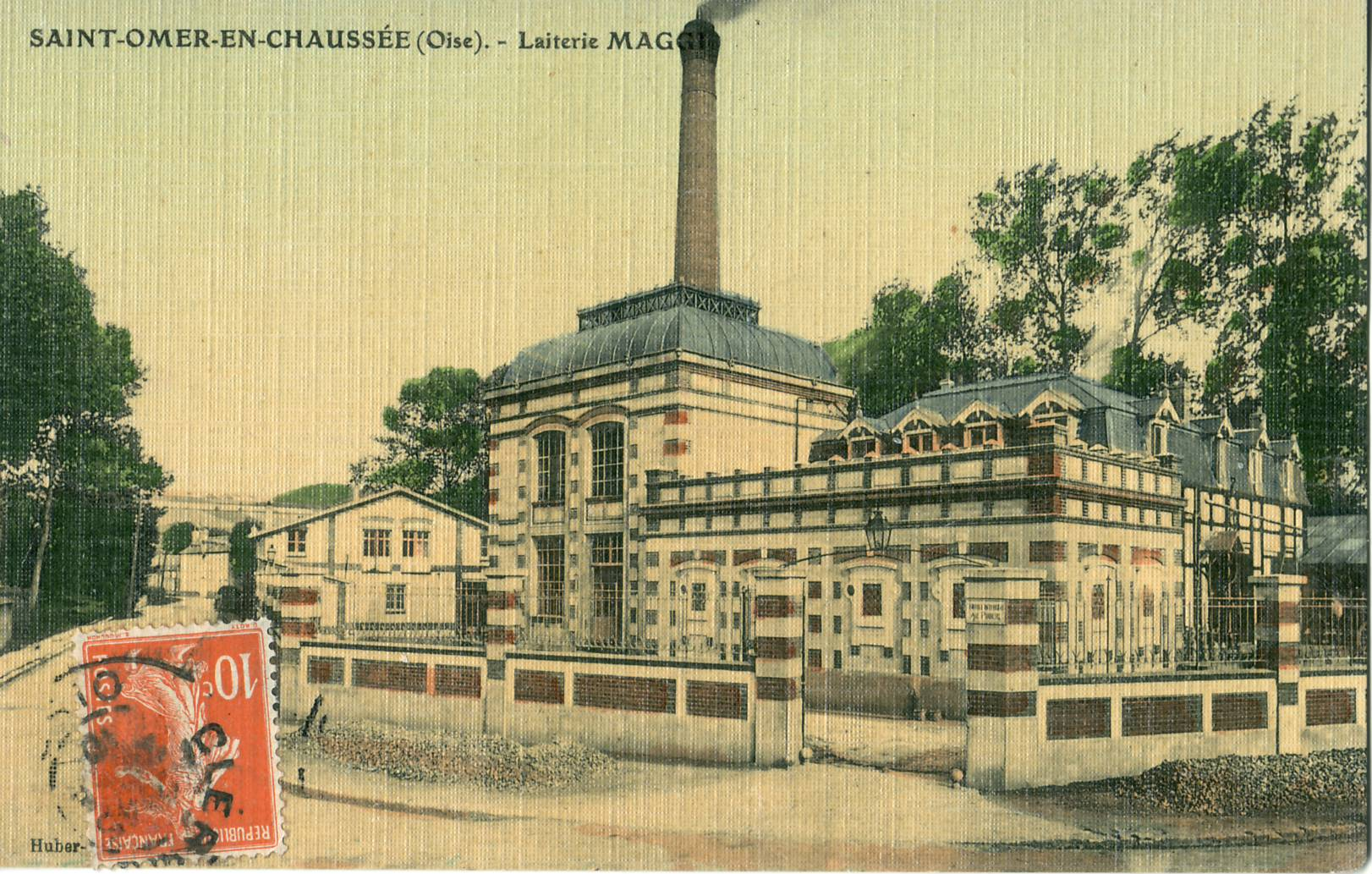
Premier centre de ramassage de la laiterie Maggi, en 1903, à Saint-Omer-en-Chaussée.
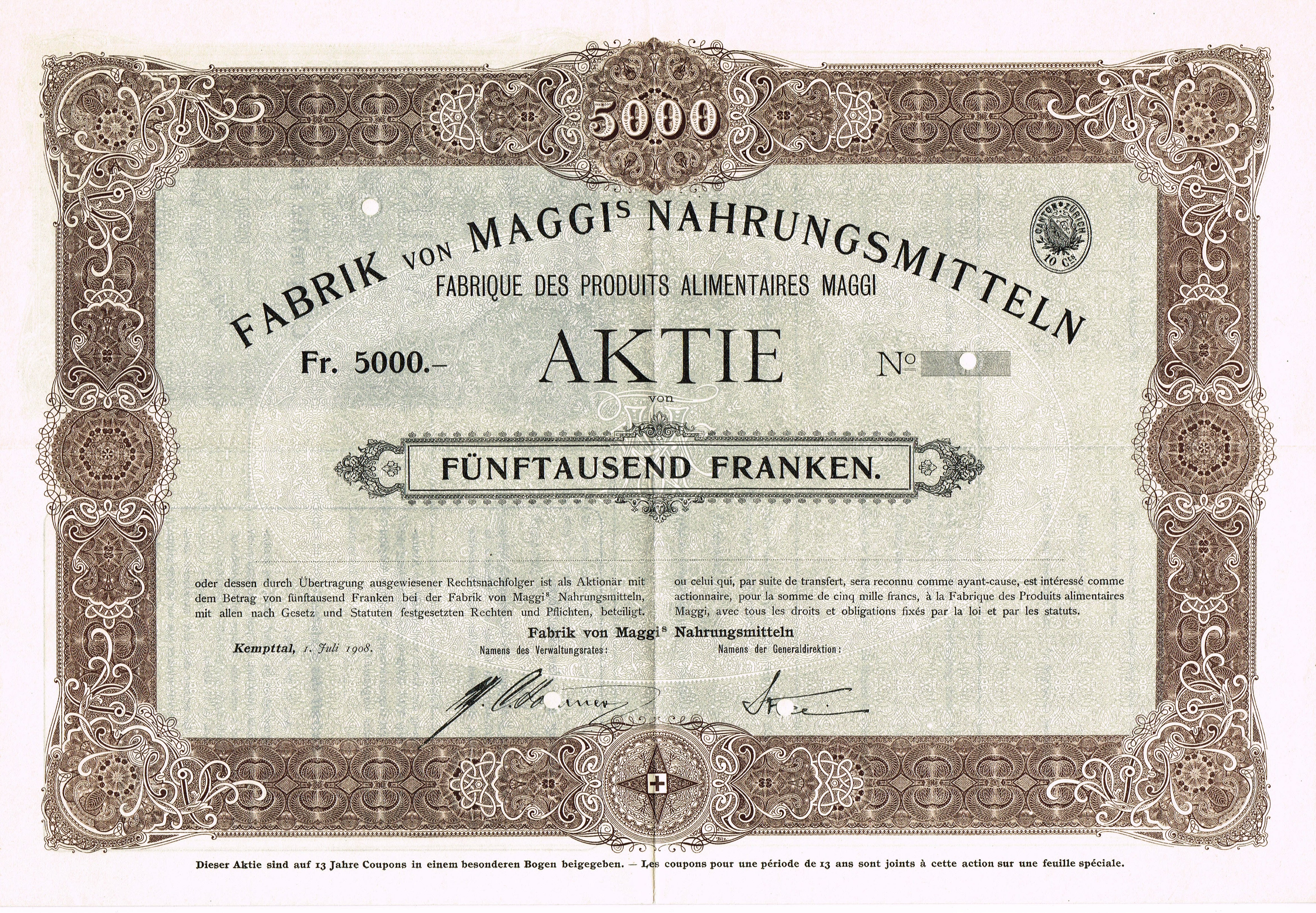
Action de la société Maggi en date du 1er juillet 1908.
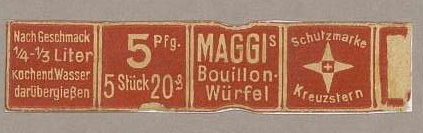
Emballage d’un bouillon Kok à 10 centimes reprenant celui de Würfel à 5 pfennig de la société Maggi, 1914 (Archives nationales de France).
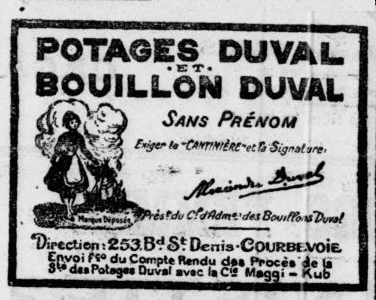
Réclame pour le potage et le bouillon Duval (1919) vendus en épicerie et fabriqués à Courbevoie : on notera la référence à Maggi Kub, entreprise avec laquelle Alexandre Duval fut en procès.
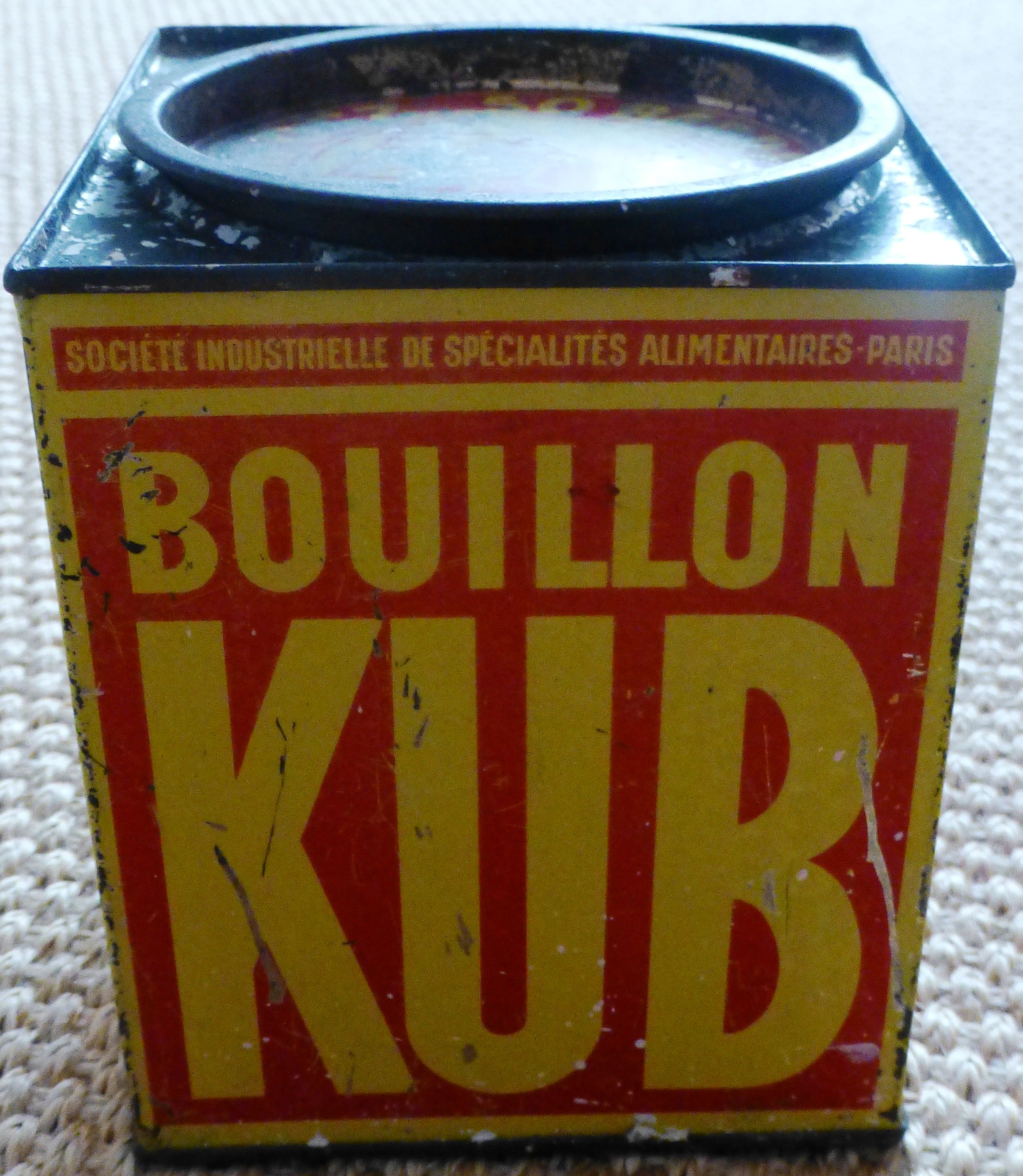
1907, naissance du bouillon Kub.
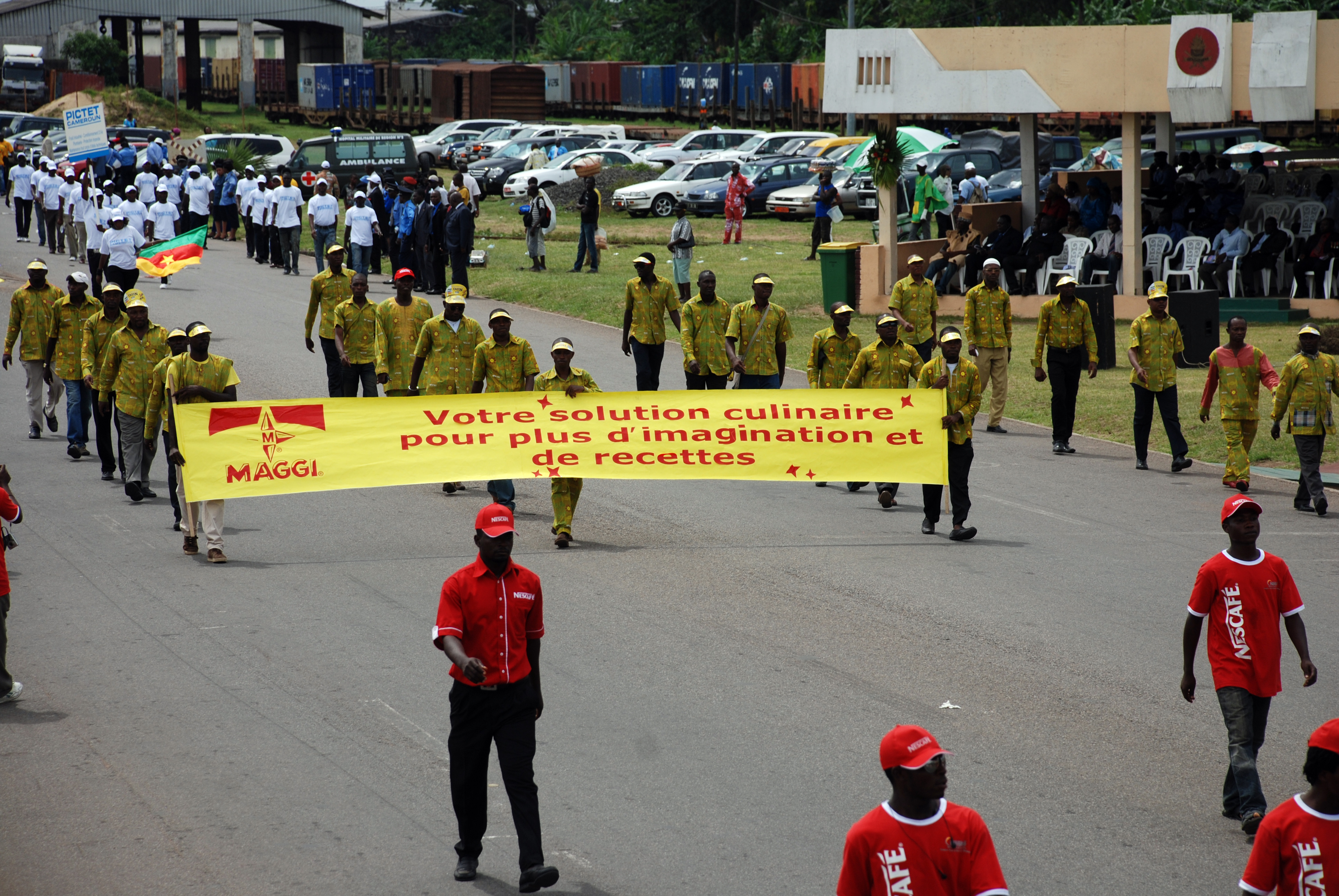
Employés de la société défilant lors de la Fête du travail à Douala.
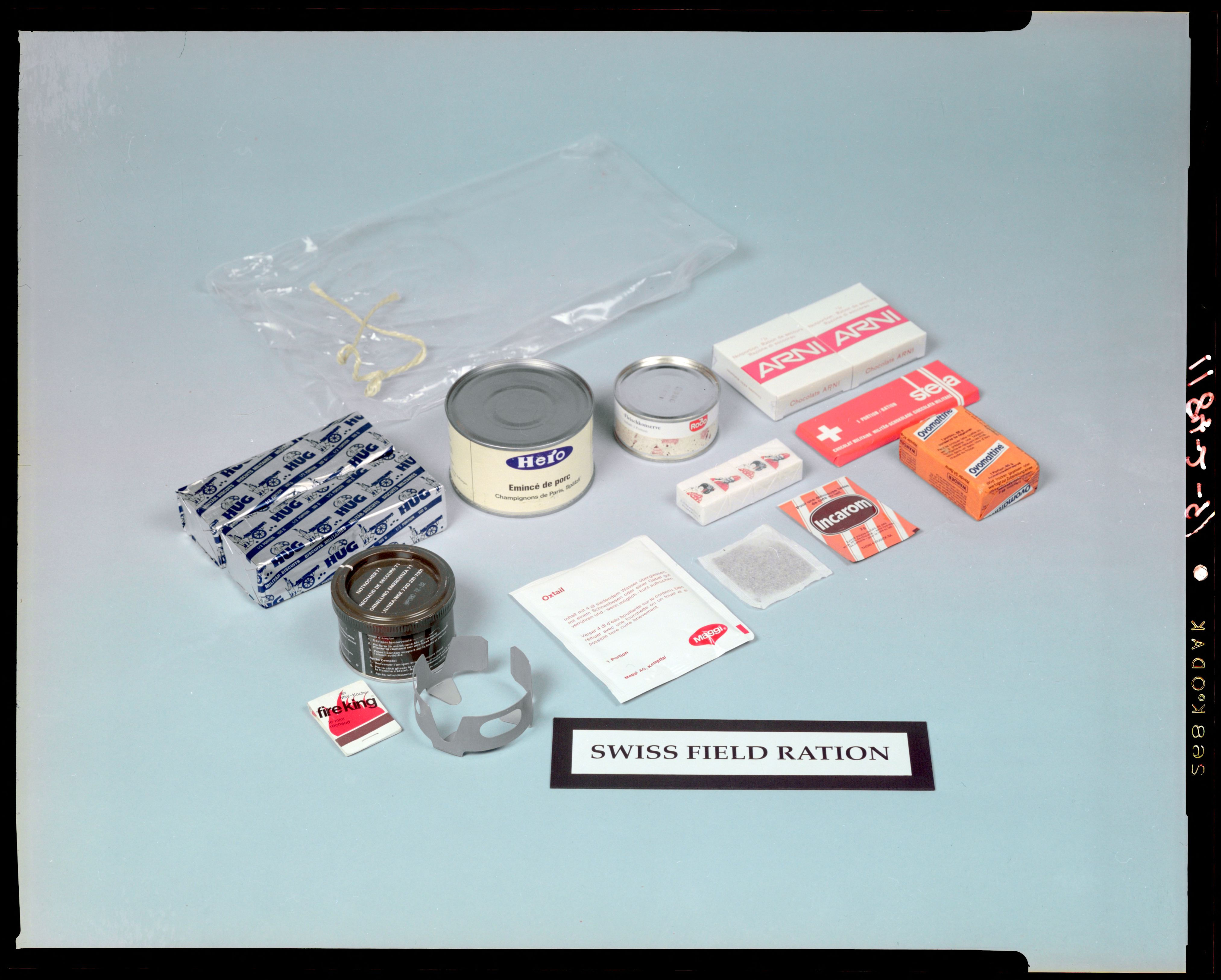
Ration militaire de l'armée suisse, avec une conserve Hero et Roco, soupe lyophilisée Maggi, réchaud Sterno, paquets de biscuit militaire de l'Armée suisse, du chocolat militaire suisse et de l'Ovomaltine

## Produits
- Arôme liquide
- Bouillon
- Condiments
- Mets préparés
- Nouilles instantanées
- Mélanges d'épices préparées pour des plats déterminés
- Soupes lyophilisées
- Sauces déshydratées
- Purée de pomme de terre en flocons
- Produits en version halal[9]

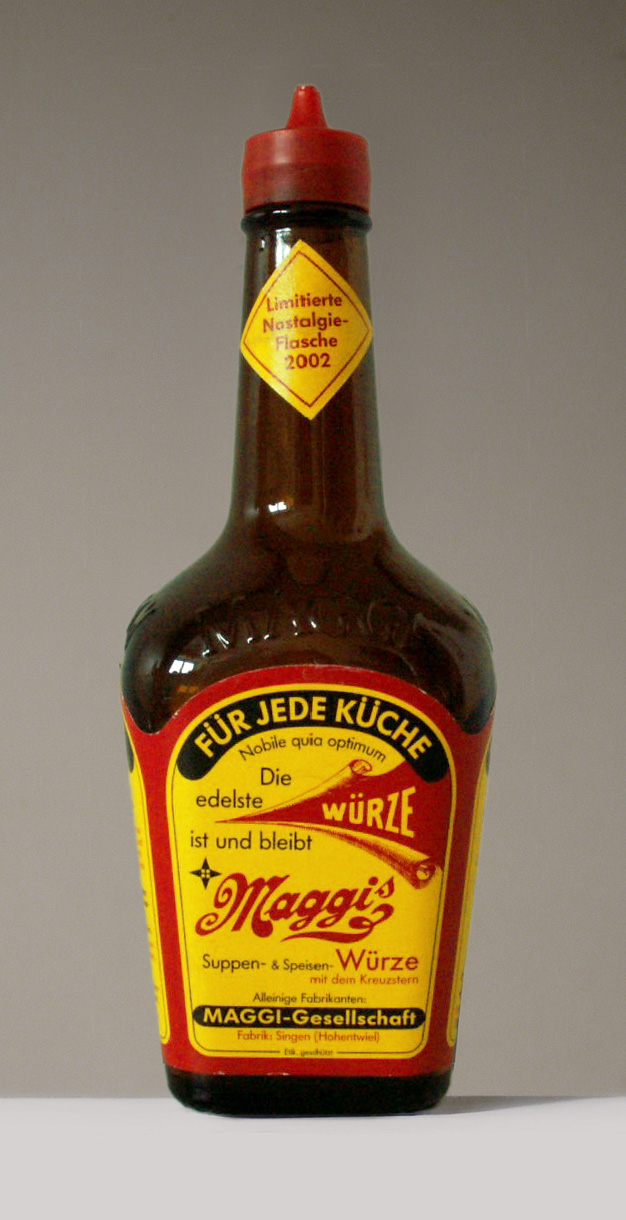
Condiment liquide Maggi (réplique d'un flacon historique).
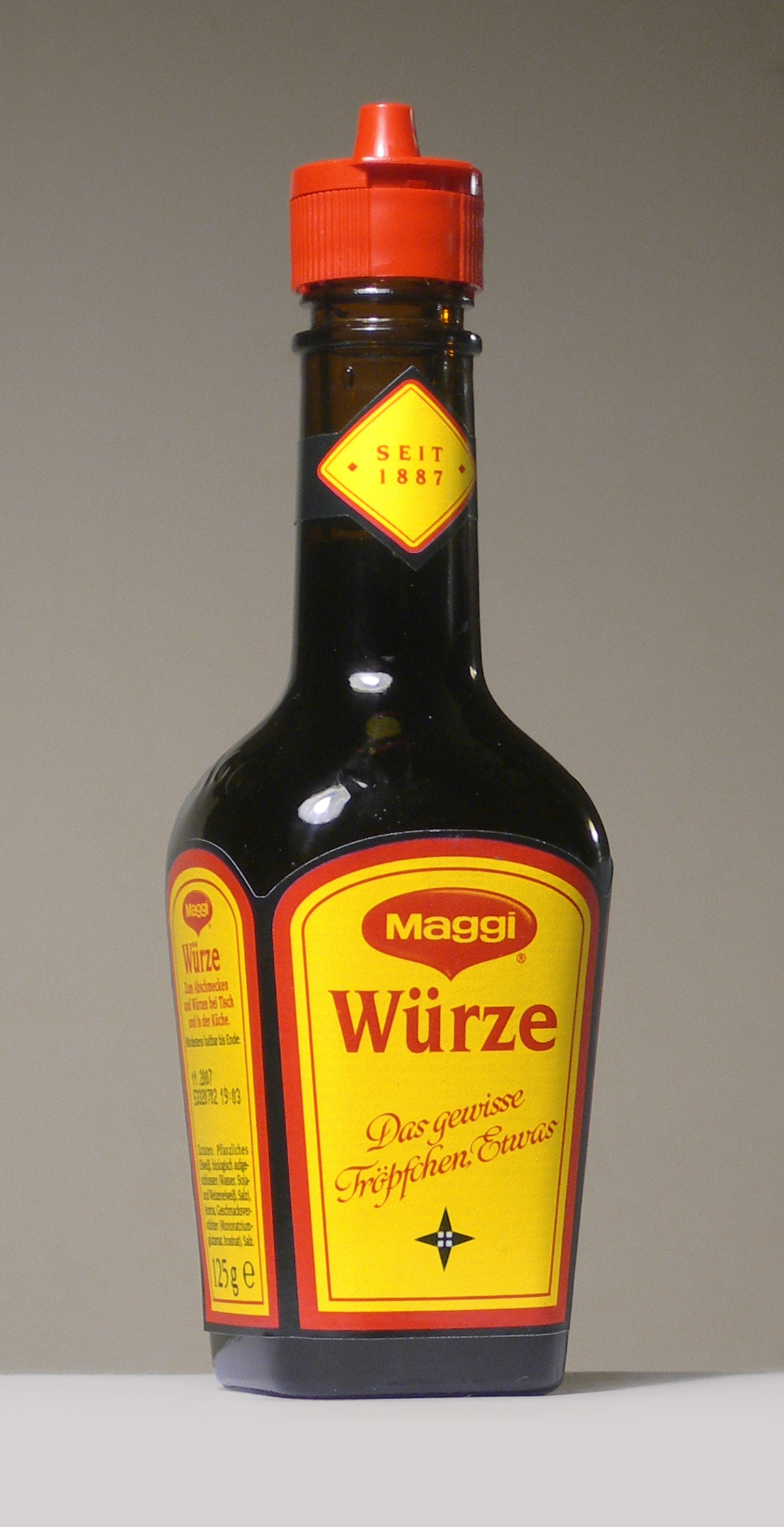
Un flacon de condiment liquide Maggi de 2006.
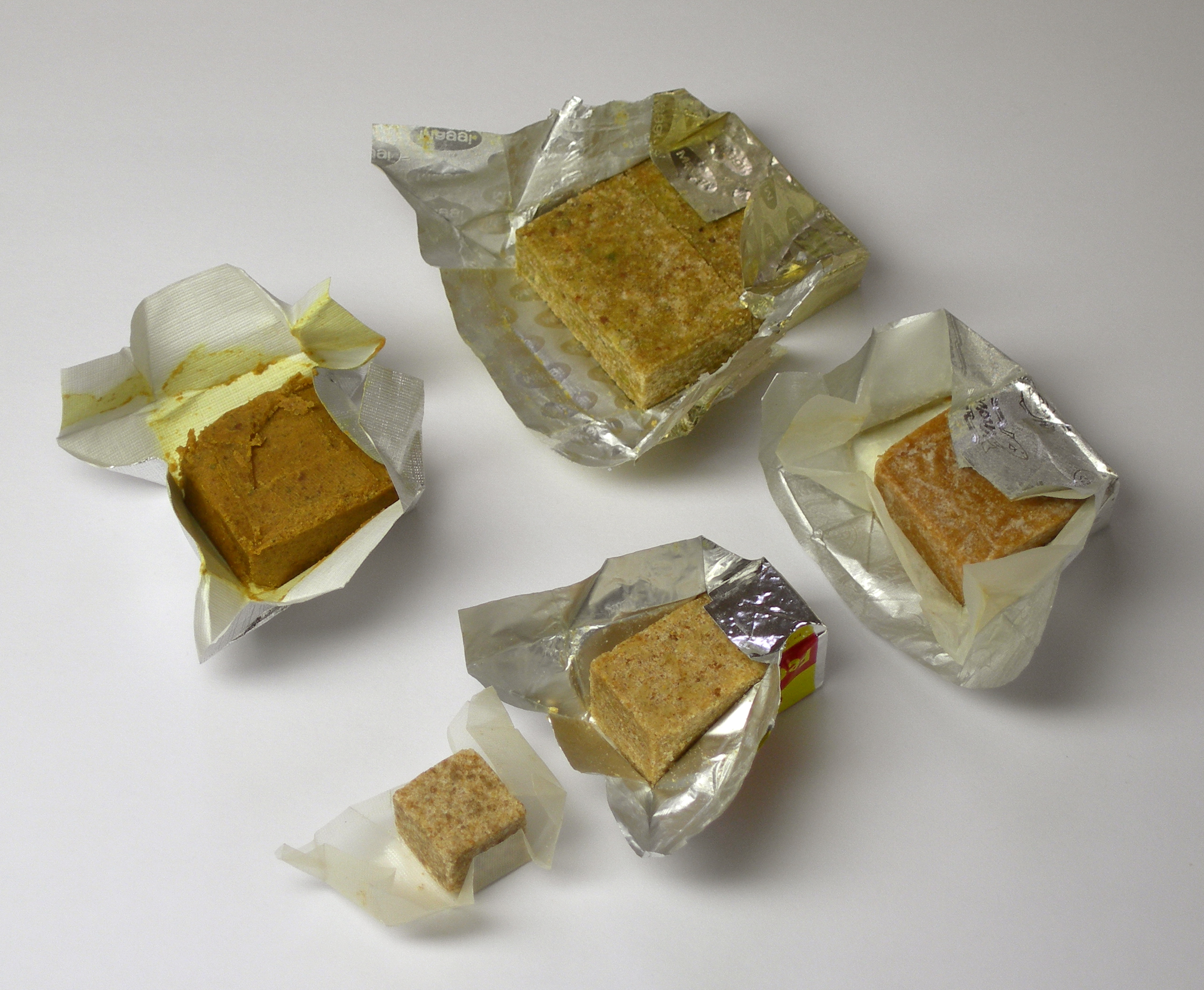
Kub or.

### Ouvrages
- Monique Pivot avec la collaboration de Jean-Paul Morel, Maggi et la magie du bouillon, Paris, Éditions Hoëbeke, 2002, 123 p. (ISBN 2-84230-114-5), p. 20 à 22

### Autres sources
1. ↑  Consultation du registre des marques de l'INPI le 3 septembre 2019
2. ↑  (en) Ole G. Mouritsen et Klavs Styrb¾k, Umami : Unlocking the Secrets of the Fifth Taste, Columbia University Press, 22 avril 2014 (ISBN 978-0-231-16890-8, lire en ligne)
3. ↑  Jean Mafart, « Maggi-Kub (affaire) », Dictionnaire du renseignement,‎ 2018 (lire en ligne)
4. ↑   Comment ont échoué les manœuvres pour la destruction des Sociétés Maggi et Kub, soit par la violence, soit par les moyens juridiques, août 1914 à fin 1920, Paris : Impr. centrale de la Bourse, 1921, pp. 1-19. Une version littéraire de la dévastation d'un dépôt de vente Maggi à Paris se trouve chez Roger Martin du Gard, Les Thibault, III, L’Été 1914, chapitre LXXVII
5. ↑  Laurent Lemire, « Hitler, Staline et l'esclavage industriel », Historia,‎ février 2020, p. 46
6. ↑  « Inde : Nestlé poursuivi après la découverte de plomb dans des nouilles », sur rfi.fr, 31 mai 2015 (consulté le 31 mai 2015).
7. ↑  Elise Ramirez, « La marque Mousline devient française et annonce sa stratégie de développement : "Nous allons investir entre 13 et 20 millions d’euros dans les trois ans" », sur france3-regions.francetvinfo.fr, 27 octobre 2022 (consulté le 28 octobre 2022).
8. ↑  (de) « Le musée Maggi de Singen (Allemagne) », sur singen-kulturpur.de (consulté le 10 janvier 2020).
9. ↑  Halal : privé d'Herta, Nestlé pousse Maggi, Al Kanz, 5 juillet 2011.

1. ↑  prononcé en français : [maˈʒi] ; en Suisse alémanique : [ˈmadʒi] ; en Alsace-Moselle : [maˈɡi].